# Ausbausprache - Abstandsprache - Dachsprache
El marco de trabajo Ausbausprache - Abstandsprache - Dachsprache es una herramienta desarrollada por los lingüistas para analizar y categorizar lenguas y dialectos y para poder distinguir los conceptos de lengua y dialecto.
- Ausbausprache (llamada también "lengua ausbau") es una lengua que tiene una ortografía estándar, una gramática estándar y un vocabulario relativamente amplio y bien definido, con lo cual este término podría considerarse sinónimo de lengua estándar. Dos formas de la lengua que permiten una comunicación mutua sencilla pueden, sin embargo, ser consideradas como dos lenguas diferentes si cada una es un Ausbausprache según la definición dada. Ejemplos de esta situación son el serbio y el croata, el neerlandés y el afrikáans y, en cierta medida, el hindi y el urdu. No es importante que la lengua sea o no una lengua nacional.
- Abstandsprache. Una variedad de una lengua se denomina Abstandsprache o lengua abstand con respecto a otra lengua en la medida de la diferencia entre ambas. De hecho Abstand puede traducirse por distancia, de manera que una lengua es más Abstandsprache respecto de otra cuanto más distantes sean. Así, el euskera es Abstandsprache en un grado elevado respecto al resto de lenguas del mundo, ya que no se le conoce relación con ninguna otra lengua.
- Dachsprache es una forma del lenguaje que sirve como lengua estándar para diferentes dialectos en un continuo dialectal, aunque estos dialectos sean tan diferentes que su comprensión mutua no sea posible, especialmente entre aquellos separados por grandes distancias geográficas.

En 1982, el romanche (llamado por entonces Rumantsch Grischun por la mayoría de sus hablantes) fue desarrollado por Heinrich Schmid como un Dachsprache para diversas lenguas romances bastante diferentes que son habladas en Suiza. El alemán estándar cumple, en cierta medida, el mismo papel.
- Datos: Q27902